# Сумерки (роман Глуховского)
«Сумерки» — мистико-фантастический роман Дмитрия Глуховского, изначально публиковавшийся в интернете с последующим печатным изданием в 2007 году.

## Сюжет
В романе описывается возможный вариант конца света: в связи с древней магией племени майя. Главный герой — переводчик, которому достался текст древнего послания.
В мире происходят различные стихийные бедствия: землетрясения в Иране, ураганы в США, цунами в Индонезии, засуха и пожары в России… Газетные заголовки и телевизионные новости переплетаются с мрачными пророчествами индейцев, известными человечеству. Это знамения, которых не видит только слепой, но сумеет расшифровать лишь один человек. 
На фоне этих событий главный герой книги и рассказчик, 35-летний переводчик-фрилансер по имени Дмитрий Алексеевич, обычно специализирующийся на английском языке, получает несвойственный для него заказ. В связи с исчезновением специалиста, работающего с испанским языком, администратор бюро переводов вручает рассказчику фрагмент дневника испанского конкистадора, повествующий о походе сквозь сельву на полуострове Юкатан в эпоху непосредственно следующую за завоеваниями Кортеса.
Таинственные и жуткие происшествия начинают охватывать жизнь переводчика по мере того, как он расшифровывает древнюю рукопись испанца. Реальность современной Москвы непостижимым образом начинает переплетаться с древней историей империи майя. Невероятные события, однако, помогают главному герою расшифровать прорицания и заглянуть в будущее — возможно, ценой его собственной жизни.

## Отзывы
Анализируя в своей рецензии причины популярности романа «Сумерки», литературный критик, журналист и переводчик Варвара Бабицкая обращает внимание на тот факт, что до выхода его печатной версии он в течение трёх лет — глава за главой — публиковался автором в интернете, и находит, что в основе его притягательности лежит простой принцип романа-фельетона, когда автор оставляет в каждой главе загадку, держа читателя в напряжении и ожидании следующей главы с ответом. Но «не стоит ждать в конце разоблачения тайн и ответов на вопросы», предупреждает критик. Поскольку жанр романа-фельетона по определению предполагает отсутствие концовки и оборванные сюжетные линии, «провисшие концы» в романе «Сумерки» — не от небрежности автора, а суть издержки жанра. Тем не менее, по мнению Бабицкой, публикуя роман в печати, автор берёт на себя определённые обязательства. Резюме критика: «Роман Глуховского — голая схема интеллектуального триллера, не нуждающегося даже во внятной интриге».